# Orthonectida
Os ortonectídeos (Orthonectida, do grego orthos, correto + nektos, natantes) são um pequeno filo de parasitas marinhos invertebrados pouco conhecidos do reino metazoa. Os ortonectídeos são dos mais simples organismos multicelulares. Os hospedeiros destes parasitas são invertebrados marinhos como vermes achatados, equinodermes, bivalves e tuberlários. Membros desse grupo são conhecidos como ortonectídeos.
Plasmódios multinucleados dão origem aos sexos masculino e feminino, que nadam livremente usando seus cílios. Eles são compostos de um simples grupo de células ciliadas que circundam uma massa de células sexuais.
O corpo é ciliado, alongado e simples, e não tem os tipos celulares normais e os órgãos típicos.
O filo inclui apenas cerca de 20 espécies conhecidas , dentre as quais a Rhopalura ophiocomae é a mais conhecida, e foi descrito pela primeira vez em 1880 como uma classe (e algumas vezes caracterizado como uma ordem dos Mesozoa, mas recentes estudos mostram que eles são muito diferentes dos rhombozoários, o outro grupo dos Mesozoa).
Análises moleculares recentes descobriram que os ortonectídeos são anelídeos altamente simplificados, uma vez que estariam localizados dentro deles como um grupo irmão do clado Sedentaria. Os ortonectídeos compartilham certas características morfológicas dos anelídeos: a presença da cutícula microvilar, os músculos metaméricos,  gonocoria e gânglio dorsal em espécimes adultos. O estilo de vida parasitário dos ortonectídeos teria levado à perda completa da cavidade celômica, da parede das gônadas, das gônadas, do sistema gastral, dos nefrídios, da larva trocófora e da excisão em espiral.

## Classificação
- Família Rhopaluridae Stunkard, 1937 
  - Gênero Ciliocincta Kozloff, 1965
    - Ciliocincta julini (Caullery e Mesnil, 1899)

  - Gênero Intoshia Giard, 1877 
    - Intoshia leptoplanae (Giard, 1877)
    - Intoshia linei (Giard, 1877)
    - Intoshia major (Shtein, 1953)
    - Intoshia paraphanostomae (Westblad, 1942)

  - Gênero Rhopalura Giard, 1877 
    - Rhopalura elongata (Shtein, 1953)
    - Rhopalura gigas (Giard, 1877)
    - Rhopalura granosa (Atkins, 1933)
    - Rhopalura intoshi (Metchnikoff)
    - Rhopalura litoralis (Shtein, 1954)
    - Rhopalura metschnikowi (Caullery e Mesnil, 1901)
    - Rhopalura murmanica (Shtein, 1953)
    - Rhopalura ophiocomae (Giard, 1877)
    - Rhopalura pelseeneri (Caullery e Mesnil, 1901)
    - Rhopalura philinae (Lang, 1951)
    - Rhopalura pterocirri (de Saint-Joseph, 1896)
    - Rhopalura variabili (Alexandrov e Sljusarev, 1992)

  - Gênero Stoecharthrum Caullery e Mesnil, 1899 
    - Stoecharthrum giardi (Caullery e Mesnil, 1899)
    - Stoecharthrum monnati (Kozloff, 1993)
- Família Pelmatosphaeridae Stunkard, 1937
  - Gênero Pelmatosphaera Caullery e Mesnil, 1904 
    - Pelmatosphaera polycirri (Caullery e Mesnil, 1904)